# Matilde Ciccia
Matilde Ciccia (Monasterace, 6 ottobre 1952) è un'ex danzatrice su ghiaccio e attrice italiana.

## Biografia
Dieci volte campionessa italiana di danza su ghiaccio insieme a Lamberto Ceserani, quinta nel 1975 ai Mondiali di Colorado Springs e agli Europei di Copenaghen, è conosciuta per essersi classificata al sesto posto nel pattinaggio di figura ai Giochi olimpici invernali di Innsbruck 1976, miglior piazzamento italiano ai Giochi olimpici fino al 2002.
Ha poi avuto una brevissima esperienza nel cinema di genere come interprete nel film poliziottesco Sbirro, la tua legge è lenta... la mia... no! (del 1979, con Maurizio Merli, dove fu accreditata come Matilde C. Tisano) e in Zappatore (del 1980, di Alfonso Brescia, con Mario Merola).
Nel 1981 si è cimentata anche nel canto incidendo un disco dal titolo Roller Go.
In tv appare nel 2006  in un  episodio della serie R.I.S. - Delitti imperfetti.

## Risultati
| Internazionali            | Internazionali | Internazionali | Internazionali | Internazionali | Internazionali | Internazionali | Internazionali |
| Evento                    | 1969–70        | 1970–71        | 1971–72        | 1972–73        | 1973–74        | 1974–75        | 1975–76        |
| ------------------------- | -------------- | -------------- | -------------- | -------------- | -------------- | -------------- | -------------- |
| Giochi olimpici invernali |                |                |                |                |                |                | 6°             |
| Campionati mondiali       |                | 16°            |                | 11°            | 8°             | 5°             |                |
| Campionati europei        | 11°            | 12°            | 12°            | 8°             | 6°             | 5°             | 6°             |
| Skate Canada              |                |                |                |                |                |                | 3°             |
| Nazionali                 |                |                |                |                |                |                |                |
| Campionati italiani       | 1°             | 1°             | 1°             | 1°             | 1°             | 1°             | 1°             |